# Сферляндія
«Сферляндія: фентезі про криві простори та розширення Всесвіту» (нід. Bolland: een roman van gekromde ruimten en uitdijend heelal) — науково-фантастичний роман нідерландського вчителя фізики середньої школи Діоніса Бюргера, надрукований 1957 року. У 1965 році вийшов англійський переклад твору. Сиквел роману Едвіна Еббота «Флетландія». Роман розширює соціальні та математичні основи, на яких базується «Флатландія». Помітно відрізняється від раннього роману тим, що має прозаїчніший фінал і прозаїчніше трактування суспільства.

## Сюжет
Кола (які призначаються священиками/лідерами Флатландії через їх численні сторони або зовнішній вигляд) не сприймають одкровення Площі про третій вимір як достовірні, тому Площа своєю спільнотою піддається остракізму. Через деякий час суспільство стає відкритішим для ідей Спйсланду та, загалом, для змін та прогресу. Однак, коли видатний геодезист знаходить Трикутник з більш ніж 180 градусами, він звільняється з роботи і, як правило, вважається брехуном, оскільки така конструкція неможлива в Евклідовій геометрії. Зрештою він подружився з онуком Площі, Шестикутником, тому що він математик і вчений. Разом вони приходять до теорії, що пояснює незвичайні вимірювання: вони насправді живуть на дуже великій кулі, а трикутники мають більш ніж 180 градусів через те, що вони вписані на неплоскій поверхні.
За допомогою сфери з першого роману їм вдається довести цю теорію. Однак усталена наукова спільнота не може зрозуміти ідею, запропоновану цими двома, і тому вони не намагаються просвітити Сферляндія. Окрім цього, у міру прогесу мешканців Сферляндії вони починають подорожувати космосом; вони бачать далекі світи, схожі на їх власний, і геодезист намагається знайти відстань між їх світом і цими далекими світами, використовуючи тригонометрію та радіолокацію. З його розрахунків він і шестикутник визначають, що Всесвіт розширюється; знову намагаються презентувати цю теорію зовнішньому світу, але знову вона не сприймється. Тому, як і його дідусь у попередньому романі, шестикутник пише книгу, яку не можна відкривати, допоки теорія розширення Всесвіту не буде відкрита та прийнята іншими. Після цього вони живуть приземлено, більше не контактуючи зі сферою.

## Адаптації та пародії
У 2012 році творці «Рівнозем'я: Кіно» випустили навчальний фільм-сиквел, «Рівнозем'я-2: Сферляндія», частково заснований на «Сферляндії» Діоніса Бюргера, який розглядав теми кривих просторів, симетрії та конгруентності, розширення Всесвіту та мультивсесвіту. Актори Крістен Белл, Денні Пуді, Майкл Йорк, Тоні Гейл, Даніка Маккеллар та Кейт Малгрю озвучили персонажів у 36-хвилинному анімаційному фільмі.